# 马恩河畔图尔
马恩河畔图尔（法語：Tours-sur-Marne，法語發音：[tuʁ syʁ maʁn]）是法国马恩省的一个市镇，位于该省中部略偏西，属于埃佩尔奈区。

## 地理
马恩河畔图尔（49°2'55"N, 4°7'11"E）面积23.51 平方千米，位于法国大東部大區马恩省，该省份为法国东北部内陆省份，北起阿登省，西北接埃纳省，西南接塞纳-马恩省，南至奥布省，东南接上马恩省，东临默兹省。
与马恩河畔图尔接壤的市镇（或旧市镇、城区）包括：布济、昂博奈、阿蒂斯、马恩河畔孔代、雅隆、普利沃、瓦勒德利夫尔、阿伊香槟。

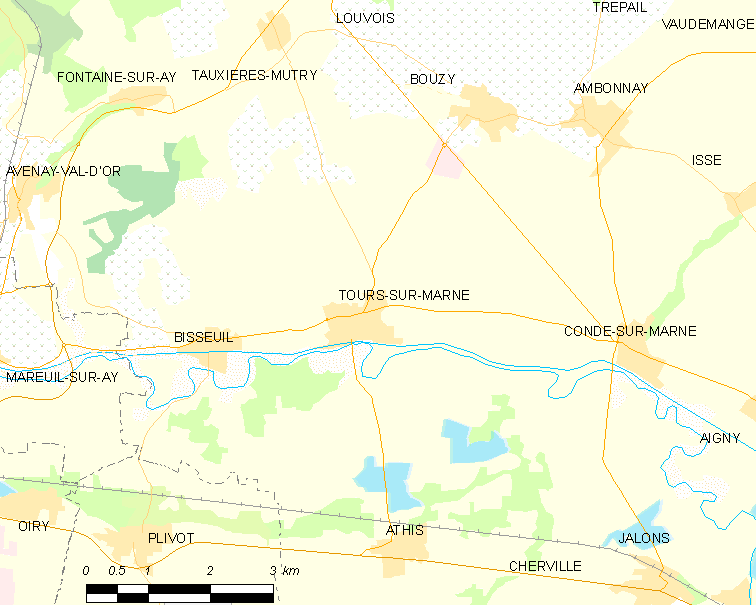
马恩河畔图尔的OSM定位图

马恩河畔图尔的时区为UTC+01:00、UTC+02:00（夏令时）。

## 行政
马恩河畔图尔的邮政编码为51150，INSEE市镇编码为51576。

## 政治
马恩河畔图尔所属的省级选区为埃佩尔奈第一县。

## 人口

1962-2008年间马恩河畔图尔人口变化图示

马恩河畔图尔于2022年1月1日时的人口数量为1371人。